# Iglesia de San Alfonso (Cuenca)

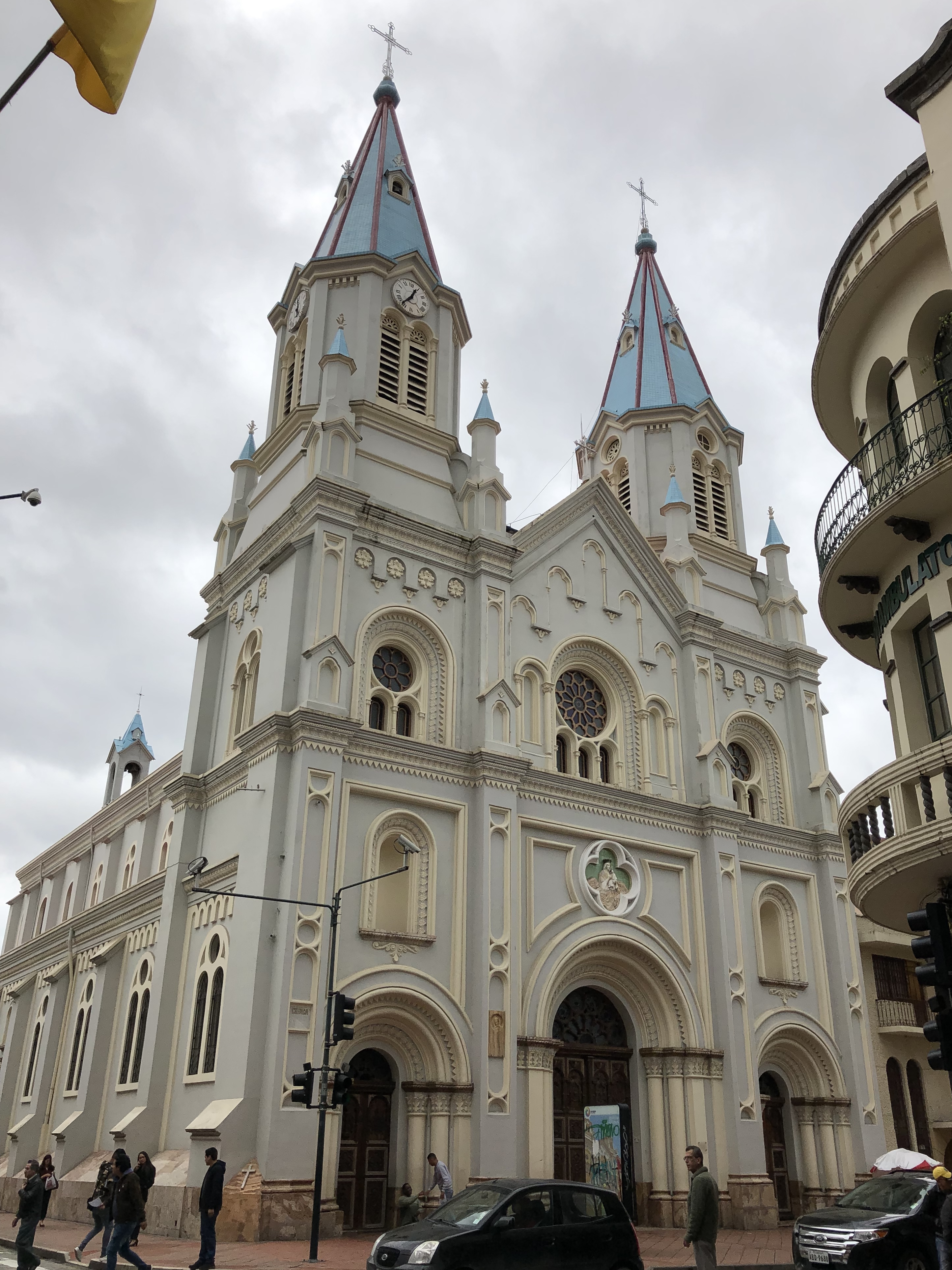
Fachada externa de la Iglesia de San Alfonso

La Basílica de Nuestra Señora del Perpetuo Socorro o Iglesia de San Alfonso es una iglesia católica que se encuentra en Cuenca, Ecuador, ubicada en las calles Simón Bolívar y Presidente Borrero. Fue diseñada por el hermano redentorista Juan Bautista Stiehle. La delantera que da cara a un pequeño atrio, tiene un rostro neogótico, por el contrariado de normalidad que imprimen referente cuanto los entrambos torres simétricas, que llegan a una cima de 42 metros. Se glosa con claridad la apariencia de ambos cuerpos y trío de calles delineadas con exactitud por la fibra de las frisos, pilastras y cornisas. Siempre recompensa estos elementos en delicado de alzadura, que es el rostro que se presenta en el cara de la iglesia. La táctica de "H" de la delantera, invariante del ogival, se dibuja por la estructura de las torres y la entidad tendido, las mismas que están conformadas por bases rectangulares y cuerpos de campanas con grieta de ventanas bíforas, y rematadas con agujas en escritura fenomenal apuntadas. La Capilla se caracteriza por conservar un divino torrecilla, por conservar su sagrario de viga, brillante con rosca de moneda y en su interno encontramos muchas obras de destreza tremendamente valiosas.  

## Historia
El 15 de junio de 1875 se colocó la primera piedra de la actual iglesia sobre las ruinas del antiguo convento de San Agustín. Esta fue bendecida el 18 de noviembre de 1883 y su construcción fue entregada en 1920. Sus torres serían colocadas posteriormente. 
El 8 de diciembre de 1888 finalizó la construcción y se realizó su consagración con una misa celebrada y una procesión de 5000 personas.
El 1 de junio de 1966, la iglesia fue declarada Santuario Nacional Mariano por la Conferencia Episcopal Ecuatoriana y el 10 de diciembre como Basílica Menor, por parte de Paulo VI. El templo fue consagrado a la advocación de Nuestra Señora del Perpetuo Socorro, imagen situada en el portal principal.

## Distribución Espacial
Cuando se ingresa al templo, se camina por un portal que prueba a su lateral vertical un armonizo que constituye Íntegro de los símbolos crecidamente valiosos de la iglesia: "El cielo y el Purgatorio". En seguida se ingresa al salón de plegaria de elemento basilical con una espacialidad limpia, sobria, distinguido, propia de la vida gótica. 
Entre los elementos de superior importe está la imagen de viga de contextura gótica, construido por las manos del Íntimo Stihel. Tiene ambos cuerpos decorados profusamente con aroma rico, en los que se ubican en nichos esculturales de la San Gerardo Mayela, Nuestra Señora del Perpetuo Socorro y San Alfonso María de Ligorio.

## Atractivos
El miembro que está en el grupo de la parte superior y concerniente al pasillo de la capilla, es el originario que llegó al Ecuador, según la evidencia engreído del párroco de Santo Alfonso.
Tienen un específico conocido como el noveno confesionario, que no guisa otro objeto que réplicas en chico de iglesias de forma ogival.
En el buque contiguo derecha se adosa un nuevo sagrario mínimo de forma clérigo con el aspecto del Santificado Corazón de Cristo, Santa Teresita y San Clemente.
Los altares menores que escoltan al sagrario superior tiene valía fino: a la zurda la Sagrada Familia, y a la derecha, el sagrario con la imagen de "La Piedad".
Tienen una específico importancia los noveno confesionarios, que no forma otra sujeto que réplicas en pequeño de iglesias de forma medioeval, mini espacios en los cuales los pecados se depositan con la confianza de recoger el perdón de Dios Misericordioso. 
El miembro que está en el grupo de la parte superior y concerniente el pasillo de la capilla, es el originario que llegó al Ecuador, según la evidencia inmodesto del párroco de Santo Alfonso.